# Lobão da Beira
Lobão da Beira é uma povoação portuguesa sede da Freguesia de Lobão da Beira do Município de Tondela, freguesia com 14,11 km² de área e 1002 habitantes (censo de 2021), tendo, por isso, uma densidade populacional de 71 hab./km².
É a localidade onde nasceu Cândido de Figueiredo, mestre da língua portuguesa.
Pelo decreto n.º 32 058, de 2 de junho de 1942, a freguesia de Lobão passou a ter a atual denominação.

## Demografia
A população registada nos censos foi:
| Distribuição da População por Grupos Etários | Distribuição da População por Grupos Etários | Distribuição da População por Grupos Etários | Distribuição da População por Grupos Etários | Distribuição da População por Grupos Etários |
| -------------------------------------------- | -------------------------------------------- | -------------------------------------------- | -------------------------------------------- | -------------------------------------------- |
| Ano                                          | 0-14 Anos                                    | 15-24 Anos                                   | 25-64 Anos                                   | > 65 Anos                                    |
| 2001                                         | 170                                          | 159                                          | 603                                          | 275                                          |
| 2011                                         | 123                                          | 114                                          | 574                                          | 313                                          |
| 2021                                         | 94                                           | 87                                           | 521                                          | 300                                          |

## Património
- Capela de São João - Durante as obras de restauro em 2017, na estrutura do altar-mor, foi encontrada uma ara romana, cuja tipologia aponta para o século I d. C[5]